# Jacques-Marie de Caritat de Condorcet
Pour les articles homonymes, voir Condorcet.
Jacques-Marie de Caritat de Condorcet, né le 11 novembre 1703 dans le Dauphiné et mort le 21 septembre 1783, est un prélat français, évêque successivement de Gap, d'Auxerre et de Lisieux.

## Biographie

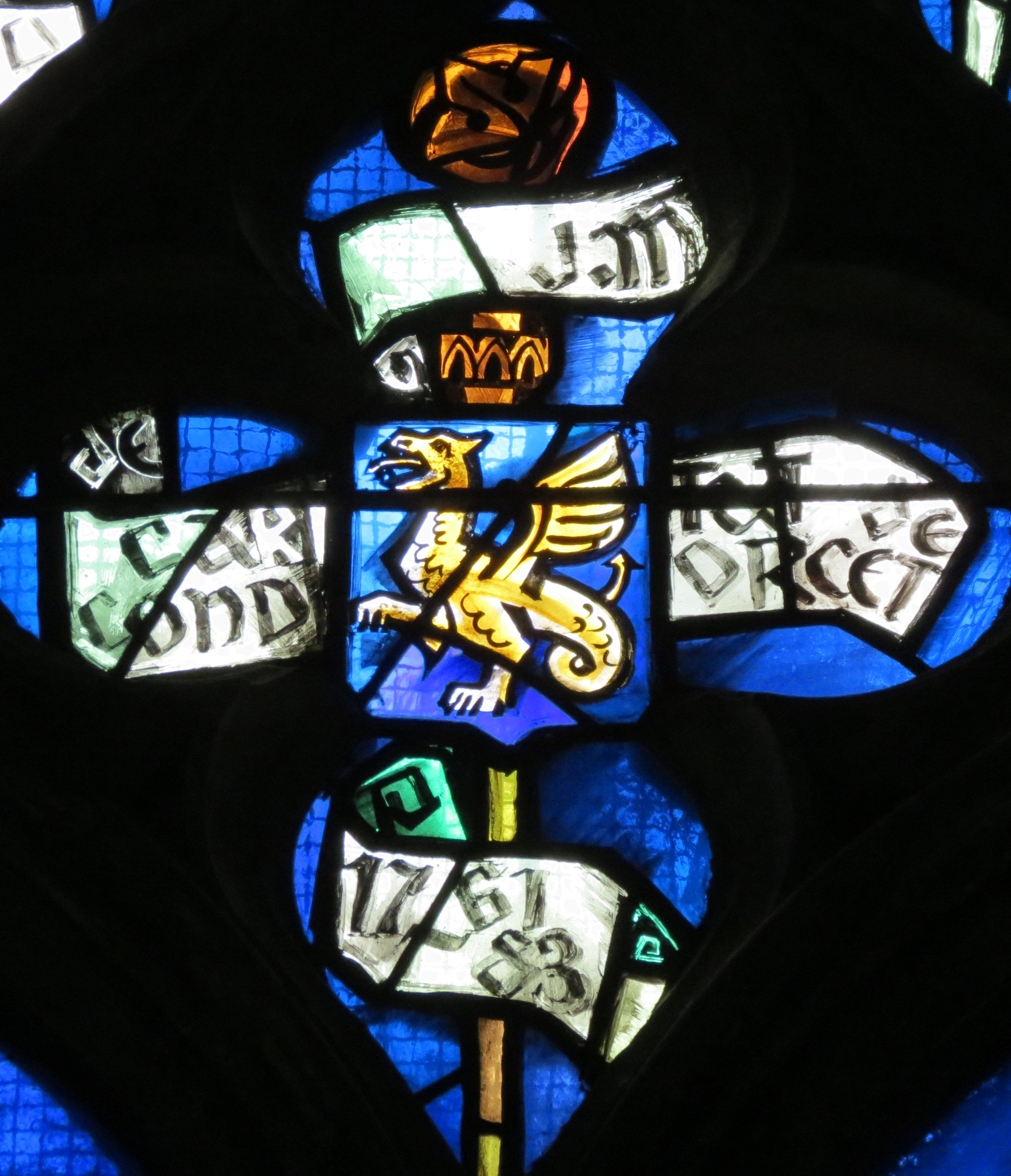
Blason de J.-M. Caritat sur un vitrail de la cathédrale de Lisieux.

### Origine et famille
Né le 11 novembre 1703 au château de Condorcet (dont il ne reste aujourd'hui quasiment rien de visible), Jacques-Marie de Condorcet est le troisième fils d'une famille de quatre enfants, dont le père est Antoine de Caritat de Condorcet, comte de Condorcet, et la mère Judith Amieu. Il est l'oncle de Nicolas de Condorcet et a un arrière-grand-père en commun avec Jean d'Yse de Saléon.

### Un évêque antijanséniste
Après avoir été officier, Jacques-Marie, commence sa carrière ecclésiastique comme vicaire général de Jean d'Yse de Saléon, son oncle à la mode de Bretagne, alors évêque de Rodez. Il est ensuite nommé au siège de Gap en 1741  et dépense une grande énergie dans son diocèse pour imposer la bulle Unigenitus.
En 1754, il est transféré à la tête du diocèse d'Auxerre, où il succède à un évêque janséniste. Il se montre ennemi déclaré du jansénisme. Il commence par interdire les prêtres séculiers ou réguliers qui rejettent la bulle. Il s'oppose également à son chapitre de chanoines à tendance fortement janséniste avec qui il refuse de communiquer in divines. Cette situation engendre des procès, des arrêtés. Son propre chapitre sollicite et obtient un ordre du roi qui l'exile au couvent des Bernardins de Vauluisant, proche Villeneuve-l'Archevêque pendant une année de novembre 1756 à novembre 1757. Pendant cette période s'il renonce aux visites épiscopales, il promeut les missions des Jésuites, des Cordeliers et des Capucins. C'est lui qui place son neveu, Nicolas de Condorcet au collège des Jésuites de Reims. À son retour, il refuse de se démettre mais se soumet à l'injonction du roi Louis XV qui le transfère à l'évêché de Lisieux en 1761.
Son nouveau diocèse ayant été « préservé de l'hérésie », son épiscopat est plus paisible mais il intervient dans l'affaire de la suppression de la Compagnie de Jésus en prenant la défense des Jésuites, sujet sur lequel il s'oppose à Voltaire et à son neveu. Il meurt à Lisieux le 21 septembre 1783.